# UCI World Tour 2011
L'UCI World Tour 2011 va ser la tercera edició del sistema de classificació posat en marxa per la Unió Ciclista Internacional (UCI) el 2009, la primera com a UCI World Tour. La primera de les curses a disputar-se va ser el Tour Down Under, amb inici el 18 de gener, i constava de 14 curses per etapes i 13 curses d'un sol dia, finalitzant amb el Giro de Llombardia, el 15 d'octubre. Respecte al 2010 hi hagué la incorporació d'una nova cursa, el Tour de Pequín, una cursa de nova creació i que es disputà per primer cop al continent asiàtic.
El belga Philippe Gilbert (Omega Pharma-Quick Step) s'imposà a la classificació general seguit per l'australià Cadel Evans (BMC Racing Team) i l'espanyol Alberto Contador (Team Tinkoff); però aquest darrer fou desqualificat per haver donat positiu en un control antidopatge i el català Joaquim Rodríguez (Katusha) ocupà la tercera posició del podi. L'equip belga Omega Pharma-Quick Step s'endugué la classificació per equips.

## Objectius
L'objectiu d'aquesta classificació és determinar quin és el millor ciclista i quin és el millor equip de la temporada ciclista del 2011. Així mateix la classificació per equips permetrà designar els equips que poden alinear nou corredors durant la cursa en línia del Campionat del món de ciclisme en ruta del 2011, privilegi reservat als 10 primers de la classificació.

## Reglament
El calendari es va donar a conèixer el 10 de novembre de 2010 per l'UCI, amb un sol canvi respecte a l'any anterior, la incorporació del Tour de Pequín.
Els corredors d'equips de la categoria ProTour rebien una puntuació en funció de la seva classificació a la fi de cada prova. A la vegada, cada prova repartí punts diferents en funció de la seva categoria. Així, mentre el vencedor del Tour de França guanyà 200 punts, els del Giro d'Itàlia i la Volta a Espanya n'atorgaven 170, en ser de segona categoria. Una tercera categoria de proves atorga 100 punts al vencedor: Tour Down Under, París-Niça, Tirrena-Adriàtica, Milà-Sanremo, Volta a Catalunya, Tour de Flandes, Volta al País Basc, París-Roubaix, Lieja-Bastogne-Lieja, Tour de Romandia, Critèrium del Dauphiné, Volta a Suïssa, Volta a Polònia, Eneco Tour, Tour de Pequín, Giro de Llombardia. El vencedor de les proves restants s'emportà 80 punts: Gant-Wevelgem, Amstel Gold Race, Fletxa Valona, Clàssica de Sant Sebastià, Vattenfall Cyclassics, GP Ouest France-Plouay, Gran Premi Ciclista de Quebec, Gran Premi Ciclista de Mont-real.
| Classificació general | 1r  | 2n  | 3r  | 4t  | 5è  | 6è | 7è | 8è | 9è | 10è | 11è | 12è | 13è | 14è | 15è | 16è | 17è | 18è | 19è | 20è |
| --------------------- | --- | --- | --- | --- | --- | -- | -- | -- | -- | --- | --- | --- | --- | --- | --- | --- | --- | --- | --- | --- |
| Prova categoria 1     | 200 | 150 | 120 | 110 | 100 | 90 | 80 | 70 | 60 | 50  | 40  | 30  | 24  | 20  | 16  | 12  | 10  | 8   | 6   | 4   |
| Prova categoria 2     | 170 | 130 | 100 | 90  | 80  | 70 | 60 | 52 | 44 | 38  | 32  | 26  | 22  | 18  | 14  | 10  | 8   | 6   | 4   | 2   |
| Prova categoria 3     | 100 | 80  | 70  | 60  | 50  | 40 | 30 | 20 | 10 | 4   | –   | –   | –   | –   | –   | –   | –   | –   | –   | –   |
| Prova categoria 4     | 80  | 60  | 50  | 40  | 30  | 22 | 14 | 10 | 6  | 2   | –   | –   | –   | –   | –   | –   | –   | –   | –   | –   |

| Classificació d'etapa | 1r | 2n | 3r | 4t | 5è |
| --------------------- | -- | -- | -- | -- | -- |
| Prova categoria 1     | 20 | 10 | 6  | 4  | 2  |
| Prova categoria 2     | 16 | 8  | 4  | 2  | 1  |
| Prova categoria 3     | 6  | 4  | 2  | 1  | 1  |

A banda de la classificació individual, l'UCI World Tour 2011 comptà també amb una classificació per equips i una per països. La classificació per equips s'estableix a partir de la suma dels punts aconseguits pels cinc millors ciclistes de cada equip en la classificació individual. La classificació per països s'obté de la suma de punts obtinguts pels cinc millors ciclistes de cada nacionalitat en la classificació individual. En cas d'empat els equips o països el desempat s'estableix a partir del millor ciclista en la classificació individual.

## Equips participants
Els 18 equips ProTour d'aquesta edició van ser:
| Nom de l'équipe       | Pays          |
| --------------------- | ------------- |
| AG2R La Mondiale      | França        |
| Astana Qazaqstan Team | Kazakhstan    |
| BMC Racing Team       | Estats Units  |
| Euskaltel–Euskadi     | Espanya       |
| Garmin-Cervélo        | Estats Units  |
| Lampre-ISD            | Itàlia        |
| Liquigas-Cannondale   | Itàlia        |
| Movistar Team         | Espanya       |
| Omega Pharma-Lotto    | Bèlgica       |
| Team Leopard-Trek     | Luxemburg     |
| Quick Step            | Bèlgica       |
| Rabobank ProTeam      | Països Baixos |
| Team RadioShack       | Estats Units  |
| Saxo Bank-SunGard     | Dinamarca     |
| Team HTC-Highroad}    | Estats Units  |
| Team Katusha          | Rússia        |
| Team Sky              | Regne Unit    |
| Vacansoleil-DCM       | Països Baixos |

## Calendari i resultats
| Núm. | Data                      | Prova                            | País                    | C. | Vencedor                            | Classificació individual | Classificació per equips | Classificació per país |
| ---- | ------------------------- | -------------------------------- | ----------------------- | -- | ----------------------------------- | ------------------------ | ------------------------ | ---------------------- |
| 1    | 18-23 de gener            | Tour Down Under                  | Austràlia               | 3  | Cameron Meyer                       | Cameron Meyer            | Rabobank ProTeam         | Austràlia              |
| 2    | 6-13 de març              | París-Niça                       | França                  | 3  | Tony Martin                         | Tony Martin              | Team HTC-Highroad        | Austràlia              |
| 3    | 9-15 de març              | Tirrena-Adriàtica                | Itàlia                  | 3  | Cadel Evans                         | Tony Martin              | Team HTC-Highroad        | Austràlia              |
| 4    | 19 de març                | Milà-Sanremo                     | Itàlia                  | 3  | Matthew Goss                        | Matthew Goss             | Team HTC-Highroad        | Austràlia              |
| 5    | 21-27 de març             | Volta a Catalunya                | Catalunya               | 3  | Alberto Contador · Michele Scarponi | Matthew Goss             | Team HTC-Highroad        | Austràlia              |
| 6    | 27 de març                | Gant-Wevelgem                    | Bèlgica                 | 4  | Tom Boonen                          | Matthew Goss             | Team HTC-Highroad        | Austràlia              |
| 7    | 3 d'abril                 | Tour de Flandes                  | Bèlgica                 | 3  | Nick Nuyens                         | Matthew Goss             | Team HTC-Highroad        | Austràlia              |
| 8    | 4-9 d'abril               | Volta al País Basc               | Espanya                 | 3  | Andreas Klöden                      | Matthew Goss             | Team RadioShack          | Austràlia              |
| 9    | 10 d'abril                | París-Roubaix                    | França                  | 3  | Johan Vansummeren                   | Fabian Cancellara        | Team RadioShack          | Itàlia                 |
| 10   | 17 d'abril                | Amstel Gold Race                 | Països Baixos           | 4  | Philippe Gilbert                    | Fabian Cancellara        | Team RadioShack          | Bèlgica                |
| 11   | 20 d'abril                | Fletxa Valona                    | Bèlgica                 | 4  | Philippe Gilbert                    | Philippe Gilbert         | Team RadioShack          | Bèlgica                |
| 12   | 24 d'abril                | Lieja-Bastogne-Lieja             | Bèlgica                 | 3  | Philippe Gilbert                    | Philippe Gilbert         | Team Leopard-Trek        | Bèlgica                |
| 13   | 26 d'abril - 1 de maig    | Tour de Romandia                 | Suïssa                  | 3  | Cadel Evans                         | Philippe Gilbert         | Team HTC-Highroad        | Bèlgica                |
| 14   | 7-29 mai                  | Giro d'Itàlia                    | Itàlia                  | 2  | Alberto Contador · Michele Scarponi | Philippe Gilbert         | Team HTC-Highroad        | Espanya                |
| 15   | 5-12 juin                 | Critèrium del Dauphiné           | França                  | 3  | Bradley Wiggins                     | Philippe Gilbert         | Team HTC-Highroad        | Espanya                |
| 16   | 11-19 de juny             | Volta a Suïssa                   | Suïssa                  | 3  | Levi Leipheimer                     | Philippe Gilbert         | Team HTC-Highroad        | Espanya                |
| 17   | 2-24 de juliol            | Tour de França                   | França                  | 1  | Cadel Evans                         | Cadel Evans              | Team Leopard-Trek        | Espanya                |
| 18   | 30 de juliol              | Clàssica de Sant Sebastià        | País Basc               | 4  | Philippe Gilbert                    | Cadel Evans              | Team Leopard-Trek        | Espanya                |
| 19   | 31 de juliol-6 d'agost    | Volta a Polònia                  | Polònia                 | 3  | Peter Sagan                         | Cadel Evans              | Team Leopard-Trek        | Espanya                |
| 20   | 8-14 d'agost              | Eneco Tour                       | Països Baixos · Bèlgica | 3  | Edvald Boasson Hagen                | Cadel Evans              | Team Leopard-Trek        | Espanya                |
| 22   | 21 d'agost                | Vattenfall Cyclassics            | Alemanya                | 4  | Edvald Boasson Hagen                | Cadel Evans              | Team Leopard-Trek        | Espanya                |
| 23   | 28 d'agost                | GP Ouest France-Plouay           | França                  | 4  | Grega Bole                          | Cadel Evans              | Team Leopard-Trek        | Espanya                |
| 24   | 9 de setembre             | Gran Premi Ciclista de Quebec    | Canadà                  | 4  | Philippe Gilbert                    | Philippe Gilbert         | Team Leopard-Trek        | Espanya                |
| 21   | 20 d'agost-11 de setembre | Volta a Espanya                  | Espanya                 | 2  | Juan José Cobo                      | Philippe Gilbert         | Team Leopard-Trek        | Espanya                |
| 25   | 11 de setembre            | Gran Premi Ciclista de Mont-real | Canadà                  | 4  | Rui Alberto Faria da Costa          | Philippe Gilbert         | Omega Pharma-Lotto       | Espanya                |
| 26   | 5-9 d'octubre             | Tour de Pequín                   | R.P. de la Xina         | 3  | Tony Martin                         | Philippe Gilbert         | Omega Pharma-Lotto       | Espanya                |
| 27   | 15 d'octubre              | Giro de Llombardia               | Itàlia                  | 3  | Oliver Zaugg                        | Philippe Gilbert         | Omega Pharma-Lotto       | Espanya                |

Llegenda : C. = Categoria de la prova segons el barem de punts

## Classificacions

### Classificació individual
| Pos. | Nom                        | Equip                 | Punts |
| ---- | -------------------------- | --------------------- | ----- |
| 1    | Philippe Gilbert (BEL)     | Omega Pharma-Lotto    | 718   |
| 2    | Cadel Evans (AUS)          | BMC Racing Team       | 584   |
| -    | Alberto Contador           | Saxo Bank-SunGard     | 471   |
| 3    | Joaquim Rodríguez (ESP)    | Team Katusha          | 446   |
| 4    | Michele Scarponi (ITA)     | Lampre-ISD            | 419   |
| 5    | Tony Martin (GER)          | Team HTC-Highroad     | 349   |
| 6    | Samuel Sánchez (ESP)       | Euskaltel-Euskadi     | 317   |
| 7    | Vincenzo Nibali (ITA)      | Liquigas-Cannondale   | 310   |
| 8    | Daniel Martin (IRL)        | Garmin-Cervélo        | 296   |
| 9    | Bradley Wiggins (GBR)      | Team Sky              | 289   |
| 10   | Fränk Schleck (LUX)        | Team Leopard-Trek     | 284   |
| 11   | Edvald Boasson Hagen (NOR) | Team Sky              | 260   |
| 12   | Fabian Cancellara (SUI)    | Team Leopard-Trek     | 252   |
| 13   | Andy Schleck (LUX)         | Team Leopard-Trek     | 252   |
| 14   | Ivan Basso (ITA)           | Liquigas-Cannondale   | 250   |
| 15   | Christopher Froome (GBR)   | Team Sky              | 230   |
| 16   | Aleksandr Vinokúrov (KAZ)  | Astana Qazaqstan Team | 230   |
| 17   | Robert Gesink (NED)        | Rabobank ProTeam      | 222   |
| 18   | Matthew Goss (AUS)         | Team HTC-High Road    | 217   |
| 19   | Damiano Cunego (ITA)       | Lampre-ISD            | 213   |
| 20   | Andreas Klöden (GER)       | Team RadioShack       | 207   |

- 230 ciclistes van puntuar.

### Classificació per equips
Aquesta classificació s'obté a partir de la suma dels 5 primers ciclistes de cada equip en la classificació individual.
| Pos. | Equip                  | Punts | 5 millors ciclistes                                                                        |
| ---- | ---------------------- | ----- | ------------------------------------------------------------------------------------------ |
| 1    | Omega Pharma-Lotto     | 1101  | Gilbert (718), Greipel (132), Van Den Broeck (125), Roelandts (66), Vanendert (60)         |
| 2    | Team Sky               | 1069  | Wiggins (289), Boasson Hagen (260), Froome (230), Urán (179), Gerrans (111)                |
| 3    | Team Leopard-Trek      | 1024  | F Schleck (284), A Schleck (252), Cancellara (252), Fuglsang (136), Zaugg (100)            |
| 4    | Team HTC-Highroad      | 892   | Martin (349), Goss (217), Cavendish (152), Pinotti (110), Siutsou (64)                     |
| 5    | BMC Racing Team        | 887   | Evans (584), Ballan (100), Van Avermaet (90), Phinney (71), Frank (42)                     |
| 6    | Lampre-ISD             | 856   | Scarponi (419), Cunego (213), Bole (91), Petacchi (81), Niemiec (52)                       |
| 7    | Liquigas-Cannondale    | 837   | Nibali (310), Basso (250), P. Sagan (198), Ponzi (54), Capecchi (25)                       |
| 8    | Garmin-Cervélo         | 818   | Martin (296), Millar (185), Hushovd (123), Farrar (108), Meyer (106)                       |
| 9    | Rabobank ProTeam       | 687   | Gesink (222), Mollema (190), Kruijswijk (128), Matthews (74), ten Dam (73)                 |
| 10   | Team RadioShack        | 649   | Klöden (207), Leipheimer (158), Horner (153), Brajkovič (71), Rast (60)                    |
| 11   | Team Katusha           | 632   | Rodríguez (446), Moreno (80), Pozzato (50), Kólobnev (30), Brut (26)                       |
| 12   | Euskaltel-Euskadi      | 489   | Sánchez (317), Nieve (92), Antón (72), Castroviejo (6), Pérez Moreno (2)                   |
| 13   | Movistar Team          | 484   | Intxausti (118), Rui Costa (101), Tondo (100), Rojas (95), Ventoso (70)                    |
| 14   | Astana Qazaqstan Team  | 434   | Vinokúrov (230), Kreuziger (145), Tiralongo (23), Hrivko (20), Clarke (16)                 |
| 15   | AG2R La Mondiale       | 398   | Péraud (161), Gadret (126), Nocentini (46), Mondory (34), Dupont (31)                      |
| 16   | QuickStep Cycling Team | 383   | Boonen (140), Chavanel (90), Ciolek (67), Devenyns (50), Cataldo (36)                      |
| 17   | Vacansoleil-DCM        | 369   | Marcato (102), Poels (94), Leukemans (76), Bozic (57), Van Leijen (40)                     |
| 18   | Saxo Bank-SunGard      | 228   | Contador (471), Nuyens (101), C. A. Sørensen (80), J. J. Haedo (34), Porte (10), Cooke (3) |

### Classificació per país
La suma dels punts dels 5 primers ciclistes de cada país de la classificació individual dona lloc a la classificació per país. Els 10 primers països a 15 d'agost de 2011 tenien dret a alinear 9 ciclistes als Campionat del món en ruta.
En acabar la temporada del 2011 els 10 millors països de la classificació UCI World Tour 2011 obtindran 5 places en la prova en línia dels Jocs Olímpics d'Estiu de Londres 2012. Els països classificats entre l'11a i 15a posició obtindran 4 places. A més, cada país classificat entre els 15 primers aconsegueix una plaça per la prova contrarellotge dels Jocs Olímpics.
| Pos. | País          | Punts | 5 millors ciclistes                                                                      |
| ---- | ------------- | ----- | ---------------------------------------------------------------------------------------- |
| 1    | Itàlia        | 1302  | Scarponi (419), Nibali (310), Basso (250), Cunego (213), Pinotti (110)                   |
| 2    | Bèlgica       | 1184  | Gilbert (718), Boonen (140), Van Den Broeck (125), Nuyens (101), Vansummeren (100)       |
| 3    | Austràlia     | 1092  | Evans (584), Goss (217), Gerrans (111), Meyer (106), Matthews (74)                       |
| 4    | Espanya       | 1076  | Contador (471), Rodríguez (446), Sánchez (317), Intxausti (118), Tondo (100), Rojas (95) |
| 5    | Regne Unit    | 947   | Wiggins (289), Froome (230), Millar (185), Cavendish (152), Swift (91)                   |
| 6    | Alemanya      | 798   | Martin (349), Klöden (207), Greipel (132), Ciolek (67), Wegmann (43)                     |
| 7    | Països Baixos | 707   | Gesink (222), Mollema (190), Kruijswijk (128), Poels (94), Ten Dam (73)                  |
| 8    | Estats Units  | 571   | Leipheimer (158), Horner (153), Farrar (108), Danielson (81), Phinney (71)               |
| 9    | Luxemburg     | 536   | F. Schleck (284), A. Schleck (252)                                                       |
| 10   | Suïssa        | 470   | Cancellara (252), Zaugg (100), Rast (60), Frank (42), Albasini (16)                      |
| 11   | França        | 442   | Péraud (161), Gadret (126), Chavanel (90), Dupont (34), Mondory (31)                     |
| 12   | Noruega       | 390   | Boasson Hagen (260), Hushovd (123), Kristoff (7)                                         |
| 13   | Irlanda       | 319   | Martin (296), Roche (19), Deignan (4)                                                    |
| 14   | Dinamarca     | 285   | Fuglsang (136), Sørensen (80), Bak (54), Rasmussen (13), Jørgensen (2)                   |
| 15   | Kazakhstan    | 234   | Vinokúrov (230), Renev (4)                                                               |
| 16   | Eslovènia     | 219   | Bole (91), Brajkovič (71), Božič (57)                                                    |
| 17   | Eslovàquia    | 214   | P. Sagan (198), P. Velits (16)                                                           |
| 18   | Colòmbia      | 185   | Urán (179), Soler (6)                                                                    |
| 19   | Portugal      | 165   | Costa (101), Machado (35), Cardoso (27), Paulinho (1), Oliveira (1)                      |
| 20   | Txèquia       | 146   | Kreuziger (145), Raboň (1)                                                               |

- 35 països van puntuar.